# Tournoi de clôture du championnat de Bolivie de football 2012
Navigation
Saison précédente Saison suivante
Le tournoi de clôture de la saison 2012 du Championnat de Bolivie de football est le second tournoi semestriel de la trente-huitième édition du championnat de première division en Bolivie. Les douze équipes sont regroupées au sein d'une poule unique où elles s'affrontent deux fois, à domicile et à l'extérieur.
C'est le vainqueur du tournoi Ouverture, the Strongest La Paz, qui remporte le tournoi Clôture après avoir terminé en tête du classement final, à égalité de points mais une meilleure différence de buts que San José Oruro et Oriente Petrolero. C'est le septième titre de champion de Bolivie de l'histoire du club.

## Qualifications continentales
Le vainqueur du tournoi Clôture se qualifie pour la Copa Libertadores 2013, tout comme son dauphin. Le troisième se qualifie pour la Copa Sudamericana 2012 tandis que le quatrième décroche le dernier billet pour la Copa Sudamericana 2012.

## Les clubs participants
| - Nacional Potosi - Aurora Cochabamba - Oriente Petrolero - Bolivar La Paz - Club Blooming - Universitario de Sucre | - San José Oruro - Real Potosi - Real Mamoré - The Strongest La Paz - Club Deportivo Guabirá - La Paz FC |

## Compétition
Le barème utilisé pour établir l'ensemble des classements est le suivant :
- Victoire : 3 points
- Match nul : 1 point
- Défaite : 0 point

### Classement
| Rang | Équipe                 | Pts | J  | G  | N  | P  | Bp | Bc | Diff |
| ---- | ---------------------- | --- | -- | -- | -- | -- | -- | -- | ---- |
| 1    | The Strongest La PazT  | 38  | 22 | 11 | 5  | 6  | 47 | 28 | +19  |
| 2    | San José Oruro         | 38  | 22 | 11 | 5  | 6  | 43 | 27 | +16  |
| 3    | Oriente Petrolero      | 38  | 22 | 11 | 5  | 6  | 38 | 30 | +8   |
| 4    | Universitario de Sucre | 37  | 22 | 11 | 4  | 7  | 36 | 21 | +15  |
| 5    | Club Blooming          | 37  | 22 | 11 | 4  | 7  | 28 | 23 | +5   |
| 6    | Real Potosí            | 35  | 22 | 11 | 2  | 9  | 36 | 32 | +4   |
| 7    | Aurora Cochabamba      | 34  | 22 | 10 | 4  | 8  | 38 | 30 | +8   |
| 8    | Nacional Potosi        | 34  | 22 | 10 | 4  | 8  | 33 | 36 | -3   |
| 9    | Bolívar La Paz         | 28  | 22 | 6  | 10 | 6  | 34 | 25 | +9   |
| 10   | La Paz FC              | 24  | 22 | 7  | 3  | 12 | 29 | 39 | -10  |
| 11   | Real Mamoré            | 18  | 22 | 5  | 3  | 14 | 16 | 47 | -31  |
| 12   | Club Deportivo Guabirá | 8   | 22 | 1  | 5  | 16 | 19 | 57 | -38  |

|  | Qualification pour la Copa Libertadores 2013 |
|  | Qualification pour la Copa Sudamericana 2013 |
|  | Qualification pour la Copa Sudamericana 2012 |
|  | T : Tenant du titre                          |

- Club Blooming récupère la place en Copa Sudamericana 2012 car Universitario de Sucre est déjà qualifié pour cette compétition grâce à sa place de finaliste lors du Tournoi Ouverture 2011

### Matchs
| Résultats (▼dom., ►ext.) | AUR | BLO | BOL | GUA | LPZ | NAL | OP  | RMA | RPO | SJ  | TS  | UNI |
| Aurora Cochabamba        |     | 3-0 | 2-2 | 3-1 | 1-1 | 4-0 | 3-1 | 5-0 | 2-0 | 1-1 | 3-2 | 0-2 |
| Club Blooming            | 2-0 |     | 2-0 | 2-0 | 2-2 | 2-0 | 2-2 | 1-1 | 2-0 | 2-0 | 3-0 | 0-1 |
| Bolívar La Paz           | 1-1 | 5-0 |     | 0-0 | 4-0 | 4-3 | 1-2 | 6-0 | 2-2 | 2-0 | 0-1 | 0-0 |
| Club Deportivo Guabirá   | 2-0 | 0-0 | 1-1 |     | 2-3 | 1-1 | 0-1 | 0-2 | 1-2 | 2-3 | 1-3 | 0-2 |
| La Paz FC                | 2-1 | 0-4 | 1-1 | 4-1 |     | 0-1 | 0-1 | 6-0 | 0-2 | 1-3 | 1-3 | 2-1 |
| Nacional Potosí          | 2-0 | 3-1 | 1-1 | 4-1 | 2-1 |     | 2-2 | 4-2 | 2-0 | 1-4 | 1-0 | 0-2 |
| Oriente Petrolero        | 4-1 | 2-0 | 1-1 | 2-0 | 4-0 | 2-0 |     | 1-2 | 0-2 | 2-1 | 1-1 | 2-1 |
| Real Mamoré              | 1-2 | 0-1 | 1-2 | 0-0 | 0-1 | 1-2 | 2-1 |     | 1-0 | 0-1 | 1-1 | 1-0 |
| Real Potosí              | 2-1 | 0-1 | 2-0 | 6-2 | 1-2 | 1-2 | 3-2 | 4-0 |     | 2-1 | 2-1 | 2-1 |
| San José Oruro           | 1-2 | 2-0 | 3-0 | 6-2 | 2-1 | 3-0 | 2-2 | 3-0 | 1-0 |     | 1-2 | 1-1 |
| The Strongest La Paz     | 1-2 | 2-0 | 1-1 | 8-1 | 1-0 | 3-1 | 5-1 | 4-0 | 3-3 | 2-2 |     | 2-1 |
| Universitario de Sucre   | 2-1 | 0-1 | 3-0 | 4-1 | 2-1 | 1-1 | 1-2 | 2-1 | 5-0 | 2-2 | 2-1 |     |

## Relégation
Comme lors des saisons précédentes, un classement cumulé des performances sur les trois tournois de la saison (tournoi Adecuacion 2011 plus tournois Ouverture et Clôture 2012) permet de déterminer les clubs relégués. Le dernier de ce classement est directement relégué en deuxième division tandis que les 10e et 11e doivent disputer un barrage de promotion-relégation face aux 2e et 3e de Copa Simon Bolivar.
| Rang | Équipe                 | Pts   | J  | G | N | P | Bp | Bc | Diff |
| ---- | ---------------------- | ----- | -- | - | - | - | -- | -- | ---- |
| 1    | Oriente Petrolero      | 1,732 | 56 |   |   |   |    |    |      |
| 2    | Aurora Cochabamba      | 1,625 | 56 |   |   |   |    |    |      |
| 3    | Real Potosi            | 1,607 | 56 |   |   |   |    |    |      |
| 4    | San José Oruro         | 1,607 | 56 |   |   |   |    |    |      |
| 5    | The Strongest La Paz   | 1,571 | 56 |   |   |   |    |    |      |
| 6    | Bolivar La Paz         | 1,554 | 56 |   |   |   |    |    |      |
| 7    | Universitario de Sucre | 1,518 | 56 |   |   |   |    |    |      |
| 8    | Club Blooming          | 1,464 | 56 |   |   |   |    |    |      |
| 9    | Nacional Potosi        | 1,393 | 56 |   |   |   |    |    |      |
| 10   | Club Deportivo Guabirá | 1,000 | 56 |   |   |   |    |    |      |
| 11   | La Paz FC              | 0,982 | 56 |   |   |   |    |    |      |
| 12   | Real Mamoré            | 0,786 | 56 |   |   |   |    |    |      |

### Barrage de promotion-relégation
Les barrages se disputent en deux matchs gagnants.
| Équipe 1               | Résultat | Équipe 2                          | Aller | Retour | Appui |
| ---------------------- | -------- | --------------------------------- | ----- | ------ | ----- |
| Club Deportivo Guabirá | 1 - 2    | (D2) Jorge Wilstermann Cochabamba | 2 - 0 | 0 - 2  | 0 - 1 |
| La Paz FC              | 2 - 1    | (D2) Destroyers Santa Cruz        | 6 - 1 | 1 - 3  | 1 - 0 |

## Bilan de la saison
| Championnat de Bolivie de football 2011 |                                 |
| Champion                                | The Strongest La Paz (7e titre) |
| Qualifications continentales            |                                 |
| Copa Libertadores 2013                  | The Strongest La Paz            |
| Copa Libertadores 2013                  | San José Oruro                  |
| Copa Sudamericana 2013                  | Oriente Petrolero               |
| Copa Sudamericana 2012                  | Club Blooming                   |
| Promotions et relégations               |                                 |
| Promus en Primera A                     | Jorge Wilstermann Cochabamba    |
| Promus en Primera A                     | Club Petrolero                  |
| Relégués en Torneo Simon Bolívar        | Real Mamoré                     |
| Relégués en Torneo Simon Bolívar        | Club Deportivo Guabirá          |